# Alonso Núñez de Haro y Peralta
Alonso Núñez de Haro y Peralta (Villagarcía del Llano, 31 ottobre 1729 – Città del Messico, 26 maggio 1800) fu arcivescovo del Messico dal 12 settembre 1772 al 26 maggio 1800, e viceré della Nuova Spagna dall'8 maggio 1787 al 16 agosto 1787.

## Biografia

### Gioventù ed istruzione
Núñez de Haro nacque nella diocesi di Cuenca, probabilmente il 31 ottobre 1729, nonostante alcune fonti riportino il 1º novembre. Iniziò gli studi presso l'Università di Toledo, per poi ricevere il dottorato dall'Università di Bologna. In seguito divenne professore presso l'Università di Ávila. Ebbe incarichi religiosi a Segovia e Toledo. Era in grado di parlare latino, greco, ebraico, francese ed italiano.
Nel 1771 venne nominato arcivescovo di Città del Messico.

### Arcivescovo di Città del Messico
Come arcivescovo trasformò l'università di Tepotzotlán nel Seminario de Instrucción, Retiro Voluntario y Corrección, una specie di prigione per ecclesiastici. Proseguì i lavori sulla Cappella di Pocito a Guadalupe e sulla cattedrale di Città del Messico. Creò un orfanotrofio ed un convento di cappuccini. Aggiunse numerosi libri alla biblioteca dell'arcidiocesi ed istituì borse di studio e premi per i seminaristi più validi.
Nel 1770 l'arcivescovo Núñez de Haro convertì un seminario gesuita nell'Hospital San Andrés. L'ospedale era modellato sul General Hospital di Madrid, ed era in grado di gestire tutte le malattie. Nel 1788 aggiunse l'Hospital Amor de Dios, dedicato al trattamento della sifilide. L'Hospital San Andrés rimase sotto al controllo dell'arcidiocesi. Poteva disporre di 1000 letti, distribuiti su 39 reparti. Conteneva la più grande farmacia della Nuova Spagna, un negozio di candele, un laboratorio ed un dipartimento per le autopsie. L'arcivescovo raccoglieva profitti da 22 proprietà immobiliari, una parte delle tasse agricole ed il monopolio sul gioco della pelota.

### Viceré della Nuova Spagna
Il nuovo viceré della Nuova Spagna Bernardo de Gálvez y Madrid morì il 30 novembre 1786. L'8 maggio 1787 Núñez de Haro venne nominato viceré ad interim. Mantenne il titolo per tre mesi, fino a cedere l'incarico al neoarrivato Manuel Antonio Flores il 16 agosto 1787.
In questo periodo consolidò l'istituzione delle intendencias, proposte dal visitador José de Gálvez. Si trattava di amministrazioni provinciali sparse per la colonia, sotto il controllo diretto del viceré. Venne creato un giardino botanico, importando piante da tutta la colonia. Il naturalista Martín Sessé y Lacasta venne incaricato di dirigerlo.
Tentò di aiutare gli indigeni abolendo le valutazioni, ma il suo ordine non venne rispettato. Propose riforme della giustizia per gli indiani, tagliando i costi. Spedì molti soldi a L'Avana per acquistare schiavi da britannici ed olandesi.
Dopo aver abbandonato il titolo di viceré, Núñez de Haro continuò nel suo incarico di arcivescovo di Città del Messico fino alla sua morte. Nel 1792 re Carlo IV lo decorò con la Gran Cruz de Carlos III. Continuò a godere del trattamento e degli onori dovuti ai viceré della Nuova Spagna, fino alla morte giunta nel 1800.

## Genealogia episcopale e successione apostolica
La genealogia episcopale è:
- Cardinale Guillaume d'Estouteville, O.S.B.Clun.
- Papa Sisto IV
- Papa Giulio II
- Cardinale Raffaele Sansone Riario
- Papa Leone X
- Papa Paolo III
- Cardinale Francesco Pisani
- Cardinale Alfonso Gesualdo
- Papa Clemente VIII
- Cardinale Pietro Aldobrandini
- Cardinale Laudivio Zacchia
- Cardinale Antonio Barberini, O.F.M.Cap.
- Cardinale Marcantonio Franciotti
- Cardinale Giambattista Spada
- Cardinale Carlo Pio di Savoia
- Arcivescovo Jaime de Palafox y Cardona
- Cardinale Luis Manuel Fernández Portocarrero y Guzmán
- Patriarca Pedro Portocarrero y Guzmán
- Vescovo Silvestre García Escalona
- Vescovo Julián Domínguez y Toledo
- Vescovo Pedro Manuel Dávila Cárdenas
- Arcivescovo Domingo Pantaleón Álvarez de Abreu
- Vescovo Miguel Anselmo Álvarez de Abreu y Valdéz
- Arcivescovo Francisco Fabián y Fuero
- Arcivescovo Alonso Núñez de Haro y Peralta

La successione apostolica è:
- Vescovo Luis Fernando de Hoyos y Mier (1773)
- Vescovo Victoriano López Gonzalo (1774)
- Vescovo Juan Ignacio de la Rocha (1778)
- Vescovo Juan Antonio Sánchez, O.F.M.Disc. (1779)
- Vescovo Antonio María de los Reyes Almada, O.F.M.Obs. (1782)
- Vescovo Rafael José Verger y Suau, O.F.M.Obs. (1783)
- Vescovo Juan Manuel Antonio Ramos Lora, O.F.M.Obs. (1783)
- Vescovo Andrés Ambrosio de Llanos y Valdés, O.F.M. (1792)
- Vescovo Gregorio José de Omaña y Sotomayor (1793)
- Vescovo Damían Martínez de Galinzoga, O.F.M.Obs. (1794)